# Lars Bergström (arkitekt)
Lars Henrik Bergström, född 27 november 1921 i Sättersta församling, Södermanlands län, död 17 september 1989 i Uppsala domkyrkoförsamling, Uppsala län, var en svensk arkitekt.
Bergström, som var son till handlaren Henrik Bergström och Emmy Johnsson, utexaminerades från Kungliga Tekniska högskolan 1957. Han var anställd på olika arkitektkontor 1950–1954, byråarkitekt vid Byggnadsstyrelsen 1954–1958, på Stockholms stads stadsbyggnadskontor 1958–1962, byrådirektör vid Byggnadsstyrelsen 1962–1964, biträdande länsarkitekt i Stockholms län 1964–1966, sektionschef vid Byggnadsstyrelsen och Statens planverk 1966–1968 och länsarkitekt i Uppsala län 1968–1980. Han bedrev även privat arkitektverksamhet. Bergström är gravsatt i minneslunden på Uppsala gamla kyrkogård.